# Cremastus planus
Cremastus planus là một loài tò vò trong họ Ichneumonidae.